# Gerlach-Empire
Gerlach-Empire era un census-designated place (CDP) degli Stati Uniti, situato nella contea di Washoe nello stato del Nevada. Nel censimento del 2000 la popolazione era di 499 abitanti. Appartiene all'area metropolitana di Reno-Sparks. Nel dicembre del 2010 la Gypsum Plant con sede ad Empire comunicò la chiusura del proprio stabilimento entro il 31 gennaio del 2011, trasformando Empire in una città fantasma.

## Geografia fisica
Secondo i rilevamenti dell'United States Census Bureau, la località di Gerlach-Empire si estende su una superficie di 243,7 km², tutti occupati da terre.

## Popolazione
Secondo il censimento del 2000, a Gerlach-Empire vivevano 499 persone, ed erano presenti 146 gruppi familiari. La densità di popolazione era di 2 ab./km². Nel territorio comunale si trovavano 297 unità edificate. Per quanto riguarda la composizione etnica degli abitanti, il 91,18% era bianco, il 2,81% era nativo e lo 0,20% era asiatico. Il 4,61% della popolazione apparteneva ad altre razze e l'1,20% a più di una. La popolazione di ogni razza ispanica corrispondeva all'11,02% degli abitanti.
Per quanto riguarda la suddivisione della popolazione in fasce d'età, il 22,6% era al di sotto dei 18, il 7,0% fra i 18 e i 24, il 31,5% fra i 25 e i 44, il 29,5% fra i 45 e i 64, mentre infine il 9,4% era al di sopra dei 65 anni di età. L'età media della popolazione era di 38 anni. Per ogni 100 donne residenti vivevano 116,0 maschi.

## Economia
Il CDP era formato da due centri abitati distinti, Gerlach ed Empire. La prima località era prevalentemente residenziale, mentre la seconda era il centro economico e industriale. Inserite nel contesto del Black Rock Desert, le miniere di gesso di Empire sono la principale fonte di ricchezza della regione, e hanno permesso la nascita del paese stesso, sotto il controllo della USG (United States Gypsum Corporation), la quale è proprietaria di tutti gli impianti e di tutte le strutture legate alle attività estrattive.

## Curiosità
La città e la sua storia vengono mostrate nel film Nomadland (2020), di Chloe Zhao.